# 星の数だけ抱きしめて
『星の数だけ抱きしめて』（ほしのかずだけだきしめて）は、浅井裕による日本の漫画作品。『コミックジャックポット』（リイド社）にて、1991年9月13日号から1993年9月24日号にかけて連載された。副題は「ハイパー純愛コミック!!」。

## 登場人物
北斗星太郎（ほくと せいたろう） 　
17歳。12歳の時に両親を飛行機事故で、そして唯一の肉親である祖父を心臓発作で亡くし独り身となるが、クリスタル星からきた綺羅羅と暮らし始める。
綺羅羅クリステラ（きらら クリステラ）
人間年齢に換算して16歳。科学者でもある星太郎の祖父との交信で交わした約束として地球にやって来る。クリスタル星人である母親と地球人である父親の間に生まれたハーフだが、瞬間移動が出来たり、衝撃波が出せるなどの超能力は一応持っている。ちなみに登場時はビキニアーマー風の格好であったが、物語が進むにつれて私服を好むようになりその描写は完全に無くなっている。
瓶田
星太郎のクラスメートで遊び仲間。義母であるまり子の仕草と言動が悩みの種。
瓶田まり子（かめだ まりこ）
星太郎と綺羅羅のバイト先であるビデオレンタル屋「AQUARIUS」（アクエリアス. ）の店員で瓶田の義母。同店長でバツイチであった瓶田の父親にナンパされての結婚だった。物語の終盤では妊娠が発覚。かつて「樹（いつき）ひとみ」と言う芸名で活躍していた元AV女優でもある。
白鳥織姫（しらとり　おりひめ）
星太郎のクラスメートで星太郎に片想いしている。
白鳥かぐや（しらとり　かぐや）
織姫の妹で高校1年生。星太郎に恋する姉を応援する。
諸星しのぶ（もろぼし　しのぶ）
かぐやの幼なじみでスーツを着たSPを連れている。またトランスジェンダー女性でもある。かぐやの頼みで綺羅羅にコップの水を浴びせたり、際どいビキニを着せたり、挙げ句の果てに控え室に軟禁したりと学園祭のミスコン出場の邪魔をする。最終回に再登場した際、綺羅羅にこの非礼を謝罪するシーンがある。星ヶ丘高校に受験するも失敗したと言う苦い経験を持つ。
美麗（みれい）
綺羅羅の幼馴染みで生粋のクリスタル星人。綺羅羅の父親が綺羅羅とその母をクリスタル星に残して地球に逃げたと言うことを知っているため、綺羅羅にそのような辛い思いをさせたくないがために星太郎に対して辛辣な態度をとったり二人の仲を裂こうとする。

## 書誌情報
- 浅井裕『星の数だけ抱きしめて』リイド社〈SPコミックス〉、全5巻
  1. 「宇宙人・綺羅羅」1992年4月初版発行[1]、ISBN 4-8458-0561-8
  2. 「宇宙から来た高校生」1992年8月9日初版発行[2]、ISBN 4-8458-0562-6
  3. 「恋人は宇宙人」1993年1月16日初版発行[3]、ISBN 4-8458-0563-4
  4. 「恋敵も宇宙人」1993年7月24日初版発行[4]、ISBN 4-8458-0568-5
  5. 「いつまでも二人」1994年1月4日初版発行[5]、ISBN 4-8458-0569-3

台湾では『飞（飛）天高校生』として翻訳版が販売されていた。